# Heřmanoměstecká tabule
Heřmanoměstecká tabule je geomorfologický okrsek v západní části Chrudimské tabule, ležící v okresech Pardubice a Chrudim v Pardubickém kraji.

## Poloha a sídla

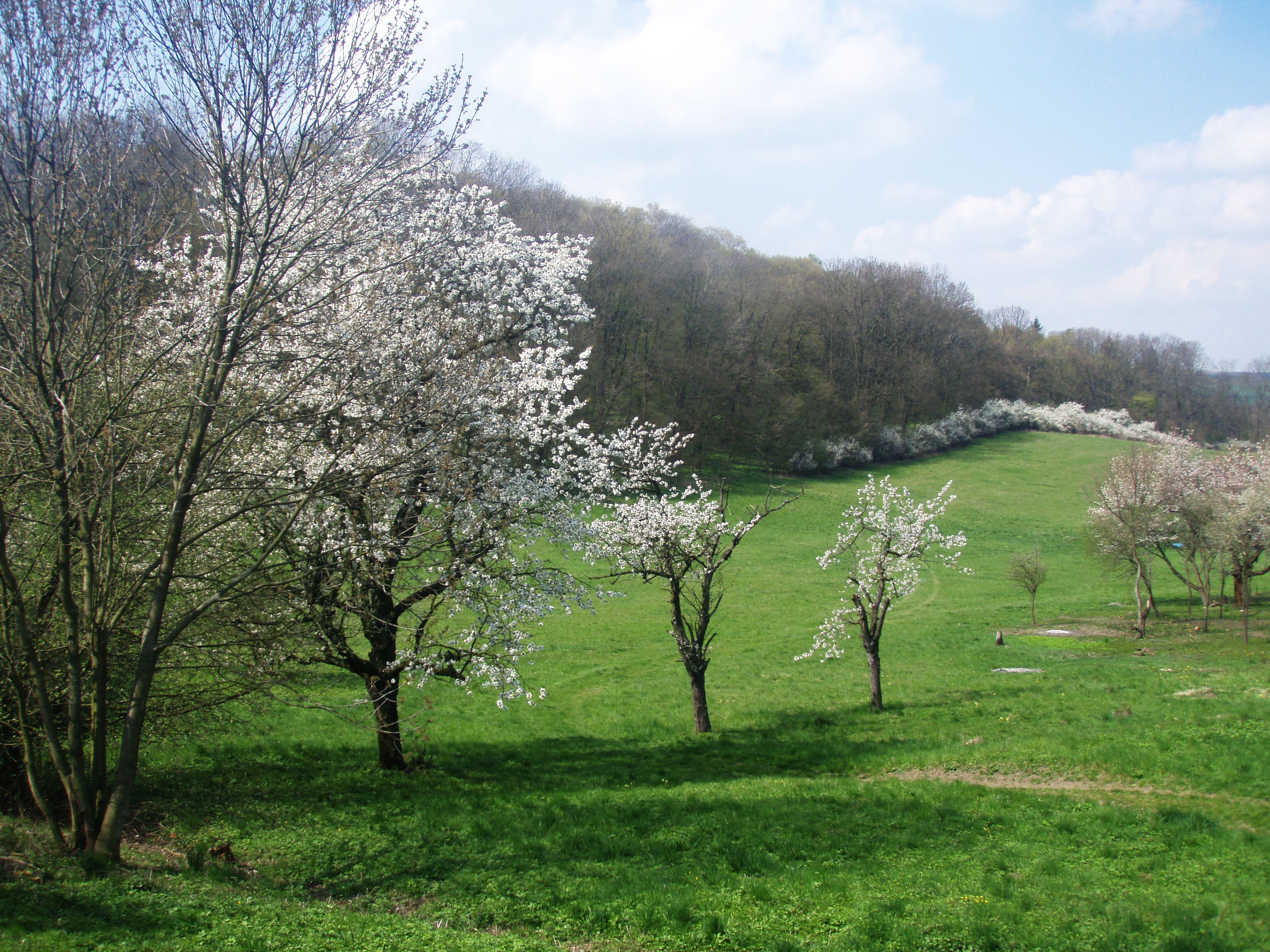
Přírodní památka Habrov na svahu vrchu Pumberky

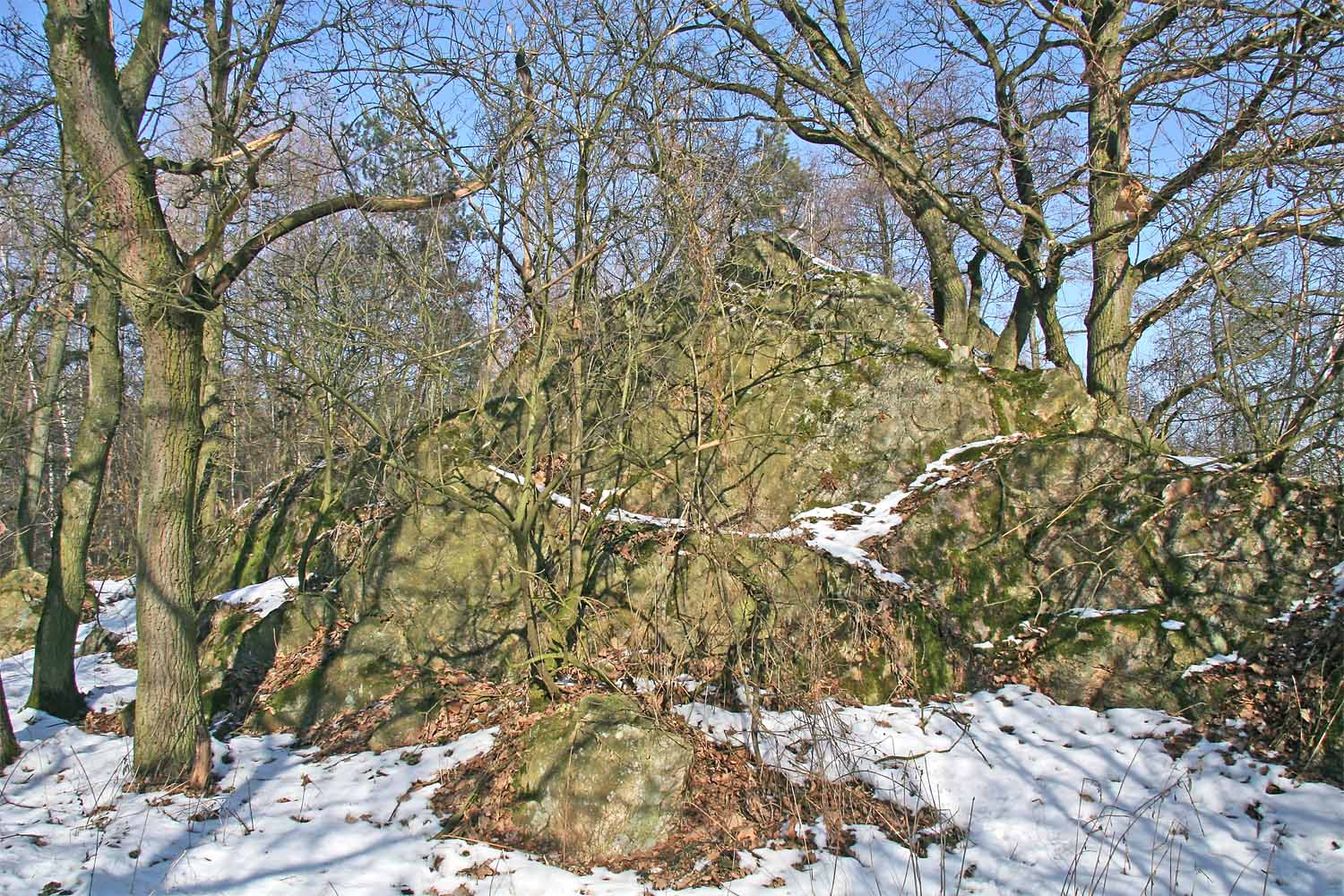
Skalní suk Čertova skála

Území okrsku se nachází zhruba mezi sídly Chvaletice (na západě), Pardubice (na severu), Úhřetická Lhota (na severovýchodě), Slatiňany (na jihovýchodě), Morašice a Lipoltice (na jihu). Uvnitř okrsku leží okresní město Chrudim, další město Přelouč, městys Choltice, částečně titulní město Heřmanův Městec.

## Charakter území
Jsou zde chráněná území PR Habrov (VKP Hyxovo peklo), PP Meandry Struhy, PP Ptačí ostrovy, částečně PR Choltická obora a PP Heřmanův Městec.

## Geomorfologické členění
Okrsek Heřmanoměstecká tabule (dle značení Jaromíra Demka VIC–3C–3) geomorfologicky náleží do celku Svitavská pahorkatina a podcelku Chrudimská tabule.
Dále se již nečlení.
Tabule sousedí s dalším okrskem Svitavské pahorkatiny, Hrochotýneckou tabulí na jihovýchodě, a s celky Východolabská tabule na severu a Železné hory na jihu a západě.

## Významné vrcholy
| název vrcholu | výška (m n. m.) | podřazená jednotka |
| ------------- | --------------- | ------------------ |
| Pumberky      | 300             | -                  |
| Chrást        | 284             | -                  |
| Na kopci      | 279             | -                  |
| Bílý kopec    | 246             | -                  |
| Čertova skála | 214             | -                  |

Nejvyšším bodem Heřmanoměstecké tabule je vrstevnice (330 m n. m.) na jižní hranici s Železnými horami.